# Austin Gomez

Zawodnik Michigan Wolverines

Zawodnik Iowa State Cyclones

Zawodnik Wisconsin Badgers

Austin Klee Gomez (ur. 19 marca 1998) – amerykański, a od 2023 roku meksykański zapaśnik walczący w stylu wolnym. Olimpijczyk z Paryża 2024, gdzie zajął dwunaste miejsce w kategorii 65 kg.
Zajął 22. miejsce na mistrzostwach świata w 2023. Wygrał mistrzostwa panamerykańskie w 2025. Mistrz panamerykański kadetów w 2015 roku.
Zawodnik Glenbard North High School, Iowa State University, University of Wisconsin-Madison i University of Michigan. Dwukrotnie All-American w NCAA Division I (2022, 2024); drugi w 2024 i czwarty w 2022 roku.